# Jim Caldwell
Pour les articles homonymes, voir Bill.
Jim Caldwell, né le 16 janvier 1955 à Beloit dans le Wisconsin, est un entraîneur de football américain. Entraîneur universitaire puis en National Football League (NFL), il a remporté deux Super Bowls, les éditions XLI et XLVII. Devenu entraîneur principal des Lions de Détroit en 2014, il y reste quatre saisons, se qualifiant deux fois pour la phase finale sans arriver à y décrocher de victoire.

## Biographie
Jim Caldwell rejoint l'encadrement de Tony Dungy, entraîneur principal des Buccaneers de Tampa Bay, en 2001 en tant qu'entraîneur des quarterbacks. Il suit Dungy aux Colts d'Indianapolis la  saison suivante et reste dans son équipe d'encadrement pendant toute son ère à Indianapolis. Il remporte le Super Bowl XLI avec la franchise. Lorsque Dungy annonce sa retraite en janvier 2009, Caldwell, son successeur annoncé, prend les commandes de l'équipe. Il devient entraîneur principal d'une franchise de National Football League pour la première fois de sa carrière. Il commence par une série de 14 victoires consécutives et ses Colts, emmenés par Peyton Manning, terminent sa première saison avec un bilan de 14-2. Il devient le cinquième entraîneur à mener son équipe jusqu'au Super Bowl, qu'il perd 31 à 17 contre les Saints de la Nouvelle-Orléans lors du Super Bowl XLIV.
Sa deuxième défaite est un échec avec une défaite contre les Jets de New York 17 à 16 en phase finale. La saison 2011 est sa dernière à la tête de l'équipe. Peyton Manning manque la saison avec une blessure à la nuque et les Colts enchaînent les défaites, terminant avec seulement deux victoires en seize matchs. Caldwell est viré à la fin de la saison. 
Deux semaines après son licenciement, Caldwell est recruté par les Ravens de Baltimore à la position d'entraîneur des quarterbacks. En décembre 2012, il devient  coordinateur offensif après le licenciement de Cam Cameron. Le 3 février 2013, il contribue à la victoire des Ravens au Super Bowl XLVII contre les 49ers de San Francisco.  
En 2014, Jim Calwell devient l'entraîneur principal des Lions de Détroit. À la fin de la saison 2016, il est maintenu à son poste par l'équipe.